# Sword of Honour (film 2001)
Sword of Honour è un film del regista Bill Anderson, uscito in Italia il 4 aprile 2008, ma distribuito nel Regno Unito 7 anni prima, il 2 gennaio 2001. Il film è tratto da un romanzo di Evelyn Waugh, ed ha vinto 3 RTS Television Award, per il trucco, miglior musica originale, miglior produzione di design.

## Trama
Il film è ambientato nella seconda guerra mondiale e tratta di una storia d'amore durante la guerra. Al centro la ricerca eroica dell'uomo. Guy dopo aver finito il suo esilio volontario in Italia si arruola nell'Esercito per combattere una battaglia che gli porterà solo sfortuna e morte.
Si innamora di Virginia che era tornata da Londra dopo essersi separata dal suo terzo marito da molto tempo e la ritrova sul campo da battaglia. Ricomincia così a sentire dell'amore per quella ragazza.